# PEAC-Pécs
Az NKA Universitas Pécs (korábban PEAC-Pécs) Pécs város első osztályú női kosárlabdacsapata. A 2012/2013 szezonban szerzett először az NB I-ben indulási jogot. A 2014/2015-ös szezonban bajnokság mellett a Magyar Kupában és az Európa Kupában szerepel. Korábban részt vett az MŽRKL (nemhivatalos nevén a női Adria Ligában) és a magyar-szlovák-horvát közös rendezésű Közép-európai Liga (MEL) küzdelmeiben.

## Eredmények
Első szezonjukban a magyar bajnokság alapszakaszának 3. helye és a magyar-szlovák középszakasznak is a 4. (magyar) helyén végzett, a rájátszás során az 5. helyet szerezte meg.
A magyar kupában 4. helyezést értek el.
A MŽRKL-ben (nemhivatalos nevén a női Adria Ligában) a csapat bronzérmes lett.
A klub első Európa Kupa szereplése során a csoportjának a 3. helyén végzett. A csoportkörök alatt a legkevesebb pontot kapta. A nyolcaddöntőben a címvédő Dinamo Moszkva búcsúztatta a sorozattól.
A Közép-európai Ligában a 3. helyen végzett.
2014-ben a magyar kupa győztese lett. A bajnokságban az alapszakasz 1. helyéről a középszakasz végére a 3. helyre csúszott le. A csapat a 2. szezonjában megszerezte a bajnokság ezüstérmét.

## Bajnoki helyezések az NB I-ben
| Év        | Csapatnév            | Hely              |
| --------- | -------------------- | ----------------- |
| 1946–1947 | Pécsi EAC            | 10-11.            |
| 1947–1948 | Pécsi EAC            | 10.               |
| 1948–1949 | Pécsi Postás         | 9.                |
| 1949–1950 | Pécsi Postás         | 12.               |
| 1950      | Pécsi Postás         | 16.               |
|           |                      |                   |
| 2012–2013 | PEAC-Pécs            | 5.                |
| 2013–2014 | PEAC-Pécs            | 2.                |
| 2014–2015 | PEAC-Pécs            | 4.                |
| 2015–2016 | PEAC-Pécs            | 5.                |
| 2016–2017 | PEAC-Pécs            | 5.                |
| 2017–2018 | PEAC-Pécs            | 7.                |
| 2018–2019 | PEAC-Pécs            | 7.                |
| 2019–2020 | PEAC-Pécs            | 7. (félbeszakadt) |
| 2020–2021 | PEAC-Pécs            |                   |
| 2021–2022 | NKA Universitas PEAC | 4.                |
| 2022–2023 | NKA Universitas PEAC | 5.                |
| 2023–2024 | NKA Universitas Pécs |                   |

## A csapat elérhetőségei
- Kosárlabda Akadémia Sport Kft.
- Cím: 7633 Pécs, Dr. Veress Endre u. 10.
- Telefon: +36 72-311-000